# Sondern (Radevormwald)
Sondern ist eine Ortschaft in Radevormwald im Oberbergischen Kreis im nordrhein-westfälischen Regierungsbezirk Köln in Deutschland.

## Lage und Beschreibung
Der Ort liegt im Norden des Stadtgebiets. Die Nachbarorte sind Remlingrade, Birken, Im Kamp, und Herkingrade. Im Westen von Sondern entspringen der Dampfer Siefen und drei weitere kleinere unbenannte Siefen. Diese knapp 200 m langen Gewässer münden jeweils in den Dampfer Siefen, welcher zunächst in den Dampfer Bach und darüber in die Wupper mündet.
Politisch wird der Ort durch den Direktkandidaten des Wahlbezirks 170 im Rat der Stadt Radevormwald vertreten.

## Geschichte
Um das Jahr 1400 wird „Sunderen“ laut Unterlagen im Archiv der reformierten Kirchengemeinde Radevormwald in einem Dokument im Zusammenhang mit der Beschreibung der Grenzen des Freihofes Radevormwald erstmals genannt.
Der Name deutet auf ein sogenanntes Sondern hin, ein besonderes herrschaftliches Eigentum.
1715 wird der Hof auf der Topographia Ducatus Montani mit „Sondern“ aufgeführt. Die Topographische Aufnahme der Rheinlande von 1825 zeigt den Ort mit der Bezeichnung „Sundern“. Die Preußische Uraufnahme von 1840 bis 1844 und folgende Karten verwenden den Namen Sondern.
1815/16 besaß der Ort 17 Einwohner. 1832 gehörte der Ort zum Kirchspiel Remlingrade des ländlichen Außenbezirks der Bürgermeisterei Radevormwald. Der laut der Statistik und Topographie des Regierungsbezirks Düsseldorf als Weiler kategorisierte Ort besaß zu dieser Zeit vier Wohnhäuser und zwei landwirtschaftliche Gebäude. Zu dieser Zeit lebten 38 Einwohner im Ort, alle evangelischen Glaubens. 1888 sind in dem Gemeindelexikon der Rheinprovinz fünf Wohnhäuser mit 39 Einwohnern verzeichnet.

## Wanderwege
Folgende Wanderwege führen in 200 m Entfernung westlich am Ort vorbei:
- Der Ortsrundwanderweg A6
- Die SGV-Hauptwanderstrecke X28 (Graf-Engelbert-Weg) von Hattingen nach Schladern/Sieg